# فرضية معجمية
الفرضية المعجمية (بالإنجليزية: Lexical Hypothesis)  (كذلك الفرضية المعجمية الأساسية، أو النهج المعجمي، أو فرضية الترسيب) هي واحدة من النظريات العلمية التوجيهية الأكثر أهمية واستخدامًا في علم نفس الشخصية. وعلى الرغم من وجود بعض الاختلاف في تعريف هذا المصطلح وتطبيقه، تُعرف الفرضية المعجمية بشكل عام من خلال مسلمتين. تنص المسلمة الأولى على أن خصائص الشخصية التي تُعتبر الأكثر أهمية في حياة الناس سوف تصبح في نهاية المطاف جزءًا من لغتهم. وتتبع المسلمة الثانية الأولى، حيث تشير إلى أن خصائص الشخصية الأكثر أهمية من المرجح بشكل أكبر أن يتم ترميزها في اللغة ككلمة واحدة. وفي ظل أصول تعود لأواخر القرن التاسع عشر، بدأ استخدام الفرضية المعجمية في الانتشار في علم النفس باللغة الإنجليزية والألمانية في أوائل القرن العشرين. والفرضية المعجمية هي الأساس الخاص بنموذج HEXACO لبنية الشخصية  والاستبيان المكون من 16 عاملاً للشخصية وقد تم استخدامه لدراسة بنية سمات الشخصية في عدد من البيئات الثقافية واللغوية.

## معلومات تاريخية

### التقديرات الأولية

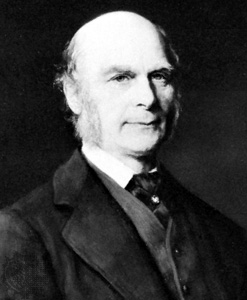
السير فرانسيس جالتون

السير فرانسيس جالتون كان واحدًا من أوائل العلماء الذين طبقوا الفرضية المعجمية على دراسة الشخصية، قائلاً:
وعلى الرغم من المحاولات المبكرة لجالتون في الدراسة المعجمية للشخصية، فقد مر أكثر من عقدين من الزمان قبل أن يستكمل علماء اللغة الإنجليزية عمله. وذكرت دراسة صدرت عام 1910 أجراها جي إي بارتريدج حوالي 750 صفة من الصفات الخاصة باللغة الإنجليزية المستخدمة لوصف الحالات الذهنية،  في حين أن دراسة صدرت عام 1926 خاصة بقاموس وبستر الدولي الجديد أجراها إم إل بيركينز قدمت حوالي 3000 مصطلح. وهذه المحاولات الاستكشافية والتقديرات الأولية لم تكن مقصورة على العالم الناطق باللغة الإنجليزية، حيث يقول الفيلسوف وعالم النفس لودفيغ كلادجز في عام 1929 إن اللغة الألمانية تحتوي على 4000 كلمة تقريبًا تصف الحالات الداخلية.

### دراسات نفسية معجمية

#### ألبورت وأودبيرت

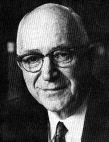
جوردون ألبورت

بعد ما يقرب من نصف قرن من قيام جالتون بأولى محاولات فحص الفرضية المعجمية، نشرت فرانشيسكا بومغارتن أول تصنيف نفسي معجمي للمصطلحات التي تصف الشخصية. وباستخدام القواميس ومنشورات خصائص الشخصية، حدد بومغارتن 1093 مصطلحًا منفصلاً في اللغة الألمانية التي تُستخدم في وصف الشخصية والحالات الذهنية. وعلى الرغم من أن هذا الرقم مشابه في الحجم للتقديرات الألمانية والإنجليزية التي قدمها باحثون في وقت سابق، كشف جوردون ألبورت وهنري إس أودبيرت أن هذا الرقم أقل في دراسة صدرت عام 1936. وعلى غرار عمل تم في وقت سابق لإم إل بيركينز، فقد استخدما قاموس وبستر الدولي الجديد كمصدر لهما. ومن هذه القائمة المكونة من 400000 كلمة تقريبًا، حدد ألبورت وأودبيرت 17953 مصطلحًا مميزًا يتم استخدامها لوصف الشخصية أو السلوك.
وهذه إحدى الدراسات النفسية المعجمية الأكثر تأثيرًا في تاريخ علم نفس السمات. ولم تكن فقط القائمة الأطول والأكثر حصرية للكلمات التي تصف الشخصية في ذلك الوقت، وإنما كانت أيضًا إحدى أولى المحاولات الرامية لتصنيف مصطلحات اللغة الإنجليزية باستخدام المبادئ النفسية. وباستخدام قائمتهما المكونة من 18000 مصطلح تقريبًا، صنف ألبورت وأودبيرت هذه المصطلحات إلى أربع فئات أو «أعمدة»: